# Dirk Müller
Dirk Müller, född 18 november 1975 i Burbach, är en tysk racerförare. Han är inte släkt med sin stallkamrat Jörg Müller.

## Racingkarriär
Müller körde i ETCC 2002-2004, tills klassen ersattes av WTCC. Han kom som bäst tvåa totalt i ETCC 2004, då han slutade på samma poäng som Andy Priaulx, men denne vann på fler vinster. Müller ledde i WTCC 2005 tills den allra sista deltävlingen i Macao, då Priaulx övertog ledningen och vann totalt. 2009 kör Müller i GT2 med BMW i American Le Mans Series.

### WTCC-karriär
| Säsong | Stall/Tillverkare    | Poäng | Placering |
| ------ | -------------------- | ----- | --------- |
| 2005   | BMW Team Deutschland | 86    | 2         |
| 2006   | BMW Team Deutschland | 32    | 6         |